# Hamamelis virginiana
El avellano de bruja, escoba de bruja, avellana que se rompe o Hamamelis virginiana L.  es un arbusto de la familia Hamamelidaceae, es natural de Estados Unidos en especial de Nebraska, Virginia, Minnesota, Texas y Florida, donde crece en bosques húmedos o empantanados de zonas templadas.

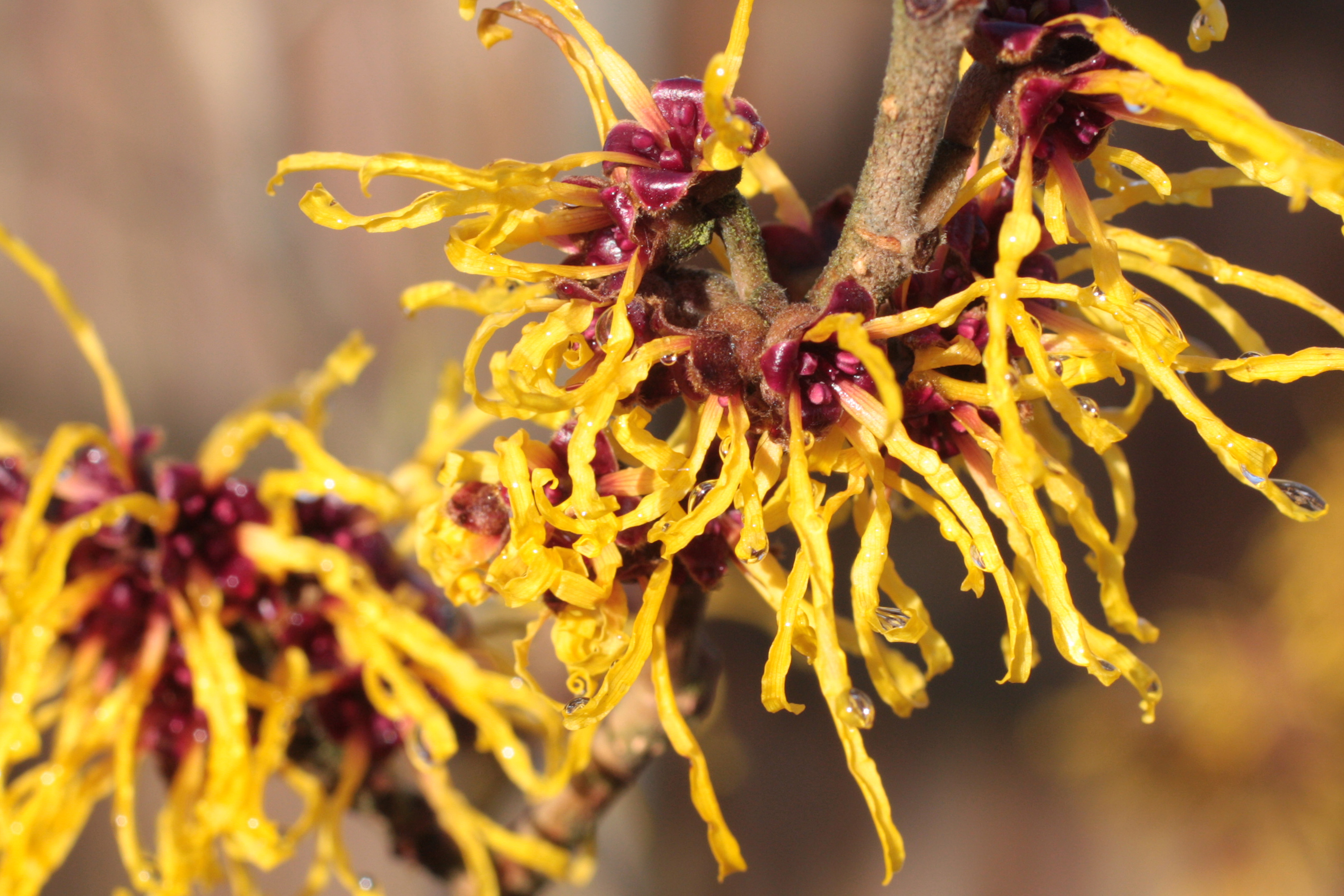
Inflorescencias

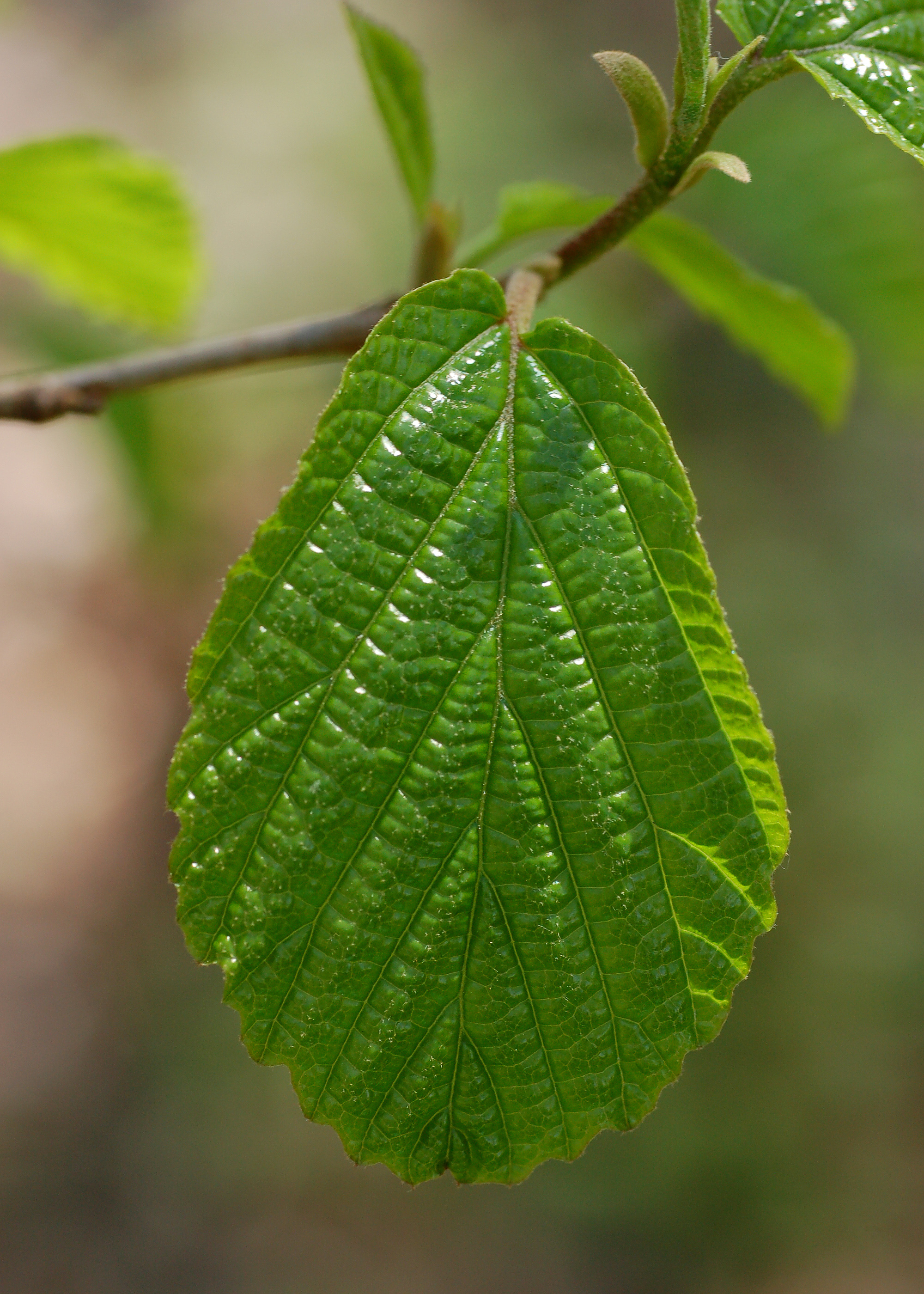
Detalle de la hoja

## Descripción
Es un pequeño árbol caducifolio, que alcanza 2-7 m de altura con corteza esponjosa color gris, parecida  al avellano. Las hojas son alternas con peciolos cortos se caen antes de florecer. Las flores aparecen en invierno en grupos de 3-4 sujetas en el mismo involucro. Tiene cáliz pequeño y cuatro pétalos amarillos. El fruto es una cápsula con forma de avellana que contiene las semillas.

## Propiedades
- Su extracto es hemostático estando indicado contra hemorroides y varices.
- Sedante y antidiarréico

Las hojas y la corteza de Hamamelis virginiana se pueden usar para producir un astringente, también conocida como avellana de la bruja , y se utiliza con fines medicinales. Este extracto de la planta fue ampliamente utilizado con fines medicinales por indígenas americanos, y es un componente de una variedad de productos comerciales para la salud. 
Se utiliza principalmente externamente sobre úlceras, contusiones e hinchazón. En hidrosol se utiliza en el cuidado de la piel. Es un potente antioxidante y astringente. A menudo se utiliza como un remedio natural para la psoriasis , el eccema , las aplicaciones para después del afeitado, uñas encarnadas, para evitar la sudoración de la cara, agrietada o ampollas de la piel, para el tratamiento de picaduras de insectos, veneno de hiedra , y como un tratamiento para las venas varicosas y hemorroides.   Se encuentra en numerosas preparaciones para tratar las hemorroides. Se recomienda a las mujeres para reducir la hinchazón y aliviar las heridas resultantes de parto . 

## Taxonomía
Hamamelis virginiana fue descrita por  Carlos Linneo y publicado en Species Plantarum 1: 124. 1753.
Sinonimia
- Hamamelis macrophylla Pursh
- Hamamelis virginiana var. henryi Jenne
- Hamamelis virginiana var. macrophylla (Pursh) Nutt.
- Hamamelis virginiana var. parvifolia Nutt.